# Барон Сэвил
Барон Сэвил из Раффорда в графстве Ноттингемшир — наследственный титул в системе Пэрства Соединенного Королевства. Он был создан 27 октября 1888 года для британского дипломата, сэра Джона Сэвила (1818—1896). Он занимал посты посла Великобритании в Саксонии (1866—1867), Швейцарии (1867—1868), Бельгии (1868—1883) и Италии (1883—1888). Он был старшим из пяти внебрачных детей Джона Ламли-Сэвила, 8-го графа Скарборо, и внуком Джона Ламли-Сэвила, 7-го графа Скарборо. Последний был четвёртым из семи сыновей Ричарда Ламли-Сондерсона, 4-го графа Скарборо, и Барбары Сэвил, сестры и наследницы политика сэра Джорджа Сэвила, восьмого и последнего баронета из Торнхилла (1726—1784), который завещал поместья Сэвилов в Йоркшире и Ноттингемшире (включая Раффорд и Торнхилл) к своему племяннику достопочтенному Ричарду Ламли-Саундерсону, позже 6-му графу Скарборо (1757—1832). После его смерти имения перешла к его младшему брату, упомянутому выше 7-му графу Скарборо, а затем — к его сыну 8-му графу Скарборо. Последний завещал имения своему второму внебрачному сыну капитану Генри Ламли-Сэвилу (1820—1881). Когда он умер, имения унаследовал его младший брат Огастес Уильям Ламли-Сэвил (1829—1887), а затем ему старший брат, вышеупомянутый Джон Сэвил, который в 1888 году получил титул барона Сэвила.
Первому лорду Сэвилу наследовал его племянник, Сэвил Джон Ламли (1853—1931), который сменил его в качестве 2-го барона Сэвила. В 1898 году последний получил королевское разрешение на дополнительную фамилию «Сэвил». 
По состоянию на 2024 год носителем титула являлся его внук, Джон Энтони Торнхилл Ламли-Сэвил, 4-й барон Сэвил (род. 1947), который сменил своего дядю в 2008 году.
Семейная резиденция баронов Сэвил — Аббатство Раффорд в Ноттингемшире.

## Бароны Сэвил (1888)
- 1888—1896: Джон Сэвил, 1-й барон Сэвил (6 января 1818 — 28 ноября 1896), старший внебрачный сын Джона Ламли-Сэвила, 8-го графа Скарборо (1788—1856)[1]
- 1896—1931: Джон Сэвил Ламли-Сэвил, 2-й барон Сэвил (20 сентября 1853 — 3 апреля 1931), единственный сын преподобного Фредерика Ламли (1819—1859), племянник предыдущего[2]
- 1931—2008: Джордж Галифакс Ламли-Сэвил, 3-й барон Сэвил (24 января 1919 — 2 июня 2008), старший сын предыдущего[3]
- 2008 — настоящее время: Джон Энтони Торнхилл Ламли-Сэвил, 4-й барон Сэвил (род. 10 января 1947), единственный сын достопочтенного Генри Леолайна Торнхилла Ламли-Сэвила (1923—2001) от первого брака, племянник предыдущего[4]
  - Наследник титула: достопочтенный Джеймс Джордж Огастес Ламли-Сэвил (род. 30 апреля 1975), старший сын достопочтенного Генри Леолайна Торнхилла Ламли-Сэвила (1923—2001) от второго брака, сводный брат предыдущего[5].